# Riano
Riano ist eine italienische Gemeinde in der Metropolitanstadt Rom in der Region Latium mit 10.417 Einwohnern (Stand 31. Dezember 2023). Sie liegt 19 Kilometer nördlich von Rom.

## Geographie
Riano liegt im Tal des Tiber.

## Bevölkerung
| 1871 | 1901 | 1921 | 1951 | 1971 | 1991 | 2001 |
| ---- | ---- | ---- | ---- | ---- | ---- | ---- |
| 469  | 741  | 971  | 1886 | 3683 | 6017 | 6486 |

Quelle: ISTAT

## Politik
Nicola Regano wurde im Mai 2006 zum Bürgermeister gewählt. Seit dem 6. Juni 2016 übt Ermelindo Vetrani dieses Amt aus.

## Kulinarische Spezialitäten
Ein in Riano typisches Gebäck ist der Pangiallo, der am 8. Dezember mit der Sagra del Pangiallo gefeiert wird.